# Juliane Werding
Juliane Werding, née le 19 juillet 1956 à Essen en Allemagne, est une chanteuse allemande, auteur-compositeur et naturopathe.

## Biographie

### École
Juliane Werding a grandi à Essen, où elle a fréquenté l'école primaire de 1963 et de 1967, la B.M.V.-Schule Essen.

### Années 1970
En 1970, elle enregistre une démo qu'elle envoie à l'émission Talentschuppen, un télé-crochet du de la chaîne rhénane Südwestrundfunk (SWF). Invitée à au premier tour de sélection, qu'elle emporte, elle fera sa première apparition dans l'émission un an plus tard avec la chanson « Das Schilf ». Avant même le spectacle, elle avait déjà signé son premier contrat d’enregistrement.
C'est au début de l'année 1972, que Juliane Werding fait véritablement sa percée musicale avec la sortie de Am Tag, als Conny Kramer starb (Le jour où Conny Kramer est mort), une adaptation en allemand de la chanson The Night They Drove Old Dixie Down, du group de folk canadien The Band, popularisée par Joan Baez . La chanson raconte la mort d'un jeune garçon, liée à la drogue. Il s'agit d'une évocation, sous un nom différent, du décès d'un de Werding avec lequel elle faisait de la musique dans les rues piétonnes d'Essen. Les paroles ont été écrites par Hans-Ulrich Weigel. Le titre prend la première place dans les charts allemands pendant 14 semaines et se vend à plus de 1 000 000 d'exemplaire. L'album suivant  In tiefer Trauer connaitra aussi du succès, avec 100 000 copies vendues. Werding reçoit le Goldene Europa de l'Europawelle Saar et la première place du prix  Bravo Otto  de la chanson en 1972 : elle est reconnue comme la chanteuse la plus populaire de l'année.
En 1973, Werding obtient son certificat de fin d'études secondaires et entre pour deux ans dans une école de commerce à Bottrop.
Sous la direction de leur nouveau producteur Gunter Gabriel 1975, le single est produit Wenn du denkst, du denkst, dann denkst du nur, du denkst (si tu penses que tu penses, alors tu penses que tu le penses). Dans les tableaux d'atteindre l’endroit plaque quatrième Ceci a été suivi par l’album éponyme troisième, qui a reçu le Bravo Otto et le Silberne Löwe (Lion d'Argent) der RTL, ainsi que 70 autres de hits comme Man muss das Leben eben nehmen, wie das Leben eben ist, Komm und hilf mir durch die Einsamkeit der Nacht ou Morgens Fremde, mittags Freunde.
En 1979, elle est apparue pour la première fois en tant que comédienne dans le film Palermo oder Wolfsburg (Palerme ou Wolfsburg), qui a été tourné et réalisé par Werner Schroeter.

### Années 1980
Après une formation en tant que femme PR en 1982, Werding a travaillé dans une grande agence de relations publiques à Munich. Avec Nacht voll Schatten (la nuit pleine d'ombres), la version allemande de Moonlight Shadow de Mike Oldfield, elle a réussi en 1983 un grand succès.
Avec Geh nicht in die Stadt (heut’ Nacht) (Ne vas pas en ville (ce soir)) et Sonne auf der Haut (le soleil sur la peau), Wouldn’t It Be Good de Nik Kershaw, elle avait en 1984 non seulement en Allemagne mais aussi au Benelux, des hits supplémentaires. En collaboration avec le producteur et compositeur Harald Steinhauer, Munich, et le parolier Michael Kunze, le huitième album, Ohne Angst (sans peur), a été libéré en novembre.
En 1985, Werding a annoncé son travail de relations publiques et a commencé sa formation en tant que guérisseur. La contribution allemande au concert Live Aid, elle a été membre du projet initié par Herbert Grönemeyer Band für Afrika (groupe pour l'Afrique), elle a chanté la chanson Nackt im Wind (nu dans le vent). Pour l'album Ohne Angst, elle a reçu la même année la Goldene Stimmgabel (le Diapason d'Or). Après le pré-découplage Stimmen im Wind (voix dans le vent) est apparu le neuvième album Sehnsucht ist unheilbar (le désir est incurable). L'album a été plus d'un an dans les charts et a reçu 750 000 unités à triple disque de platine et d'or. Même les 45 tours Das Würfelspiel et Sehnsucht ist unheilbar entrent dans le top-30.
Les albums suivants Jenseits der Nacht (1987), Tarot (1988) et Stationen (1989) ont également connu un grand succès et ont obtenu l'or et les 45 tours comme Vielleicht irgendwann, Starke Gefühle, Nebelmond ou Wie weit ist Eden ont devenu plus de visites à la radio et palmarès des ventes.
En été 1987, son fils est né, et deux ans plus tard, sa fille. Dans la même année, Werding termine sa formation de guérisseur avec l'examen médical officiel et ouvre un cabinet à Munich. En outre, il a eu lieu à Berlin le ZDF l'a honoré comme artiste de l'année avec la Berolina et elle a continué à gagner la Goldene Stimmgabel (le Diapason d'Or).

### Années 1990
Udo Arndt et l'ex-claviériste de Spliff Reinhold Heil produisent en 1990 le douzième album Zeit für Engel (temps pour les anges), qui a également atteint le statut d'or. Werding a publié dans cette année, avec son collègue Werner Stumpf son premier livre Mit ganzer Kraft gesund (Tous sur la santé). Le 13e album Zeit nach Avalon zu geh’n (temps d'aller à Avalon) est produit pour Werding en 1991 par Armand Volker (Münchener Freiheit). Comme dans les années 1980 a contribué Harald Steinhauer à environ la moitié du titre, l'autre moitié, elle écrit elle-même avec Andreas Bärtels. Werding a continué à gagner la Goldene Stimmgabel comme un artiste à succès.
En collaboration avec Andreas Bartels et Mats Björklund Werding a travaillé pour la première fois en 1992 en tant que producteur, même en apparence. Le 14e album Sie weiß, was sie will (elle sait ce qu'elle veut) et le 45 tours du même détenu pendant trois mois dans le Top 100 du palmarès. Un an plus tard, elle reçut alors la Goldene Stimmgabel. Du schaffst es (tu peux le faire), une reprise du tube de Roy Orbison You got it, ainsi que le 15e album sont sortis en 1994. Le second 45 tours Engel wie Du (des anges comme toi) Werding a chanté avec Viktor Lazlo et Maggie Reilly. Ce trio complété à l'automne une tournée réussie de l'Allemagne par 20 villes – la première tournée de Juliane Werding en direct, à suivre par tous les deux ans ou plus à partir de maintenant.
Pour son travail de 1997 Land der langsamen Zeit elle n’était pas seulement nommée pour l'Echo, mais elle a reçu pour la cinquième fois la Goldene Stimmgabel. En 1999, Werding a donné pour la série de l'ARD Drei mit Herz (trois avec cœur) la chanson thème Alles kann passier’n (tout peut s'arriver). Un an plus tard, I remember, un duo avec la légende de musique pop Howard Jones. Ce titre, Werding et Jones ont présenté une fois lors de la présentation de Goldene Europa (l'Europe d'Or).

### Depuis 2000
Pour la sortie de l'album Der Weg 1972–1999, elle a visité en 2000 avec son huit-morceau de groupe et joué par l'Allemagne en raison de son grand succès sur un total de 27 concerts, dont un sold-out deux fois par Friedrichstadtpalast à Berlin et dans le Kulturpalast (Palais de la Culture de Dresde). Vers la fin de l'année, elle a obtenu un cours de comédie et joue un rôle dans la pièce Die Vagina-Monologe de Eve Ensler. La pièce a été jouée au Metropol-Theater à Munich.
En collaboration avec le théologien Uwe Birnstein, elle a publié en 2001 son deuxième livre Sagen Sie mal, Herr Jesus … – und andere Interviews mit Menschen der Bibel (Dites-moi, Seigneur Jésus… – et d'autres entretiens avec des personnes de la Bible). Entre février et avril 2002, elle a visité 24 villes allemandes, dont des concerts supplémentaires à Dresde et à Berlin. À temps pour la tournée commencer le songbook Lieder 1971–2001 avec 183 textes. En juin et juillet, Werding était de retour sur la scène du Théâtre Metropol de Munich et a joué une nouvelle version mise en scène de la Vagina-Monologe.
Elle a été suivie par les albums graphiques Es gibt kein Zurück et Die Welt danach, puis la première Juliane Werding DVD avec un concert au Friedrichstadtpalast à Berlin. Son 21e album, Sehnsucher (2006), suivie par le livre éponyme Sehnsucher – 7 Wege, mit der Sehnsucht zu leben. En automne, Juliane Werding & Band sont partis en tournée. Le programme a été libéré quelques semaines plus tard sur un live CD – le premier CD live de Juliane Werding jamais.
En collaboration avec Uwe Birnstein, elle a publié en octobre 2007, son nouveau livre/livre audio « Huren, Heuchler, Heilige – Interviews mit Menschen der Bibel ». Comme un signe avant-coureur de sa 22e album a été libéré peu de temps après la chanson Haus überm Meer (maison à travers la mer). L’album associé Ruhe vor dem Sturm (silence avant la tempête) se leva comme la plus nouvelle entrée de la semaine en janvier 2008 dans les Media-Control-Charts officiels, réalisant ainsi leurs cartes de placement réussis depuis 18 ans. En février et mars Juliane Werding et groupe partaient de nouveau en tournée.
En 2009, Juliane Werding s'est déplacée provisoirement retour du show business à une pratique commune à Starnberg près de Munich, à travailler en tant que naturopathe.

## Discographie
- In tiefer Trauer, (1972)
- Mein Name ist Juliane (1973)
- Wenn du denkst, du denkst, dann .... (1975)
- Komm und hilf mir durch die Einsamkeit der Nacht (1976)
- Ein Schritt weiter (1976)
- Oh Mann, oh Mann (1977)
- Traumland (1980)
- Ohne Angst (1984)
- Sehnsucht ist unheilbar (1986)
- Stimmen im Wind (1986)
- Jenseits der Nacht (1987)
- Tarot (1988)
- Stationen 1983–1989 (1989)
- Zeit für Engel (1990)
- Zeit nach Avalon zu gehn (1991)
- Sie weiß, was sie will (1992)
- Du schaffst es! (1994)
- Alles Okay? (1995)
- Land der langsamen Zeit (1997)
- Sie (1998)
- Der Weg 1972–1999 (1999)
- In Concert (2000, DVD)
- Es gibt kein Zurück (2001)
- Die Welt danach (2004)
- Sehnsucher (2006)
- Werding: Live (2007)

## Littérature
- 1991: Mit ganzer Kraft gesund
- 2001: Sagen Sie mal, Herr Jesus…
- 2006: Sehnsucher. 7 Wege, mit der Sehnsucht zu leben
- 2007: Huren, Heuchler, Heilige

## Distinctions
- Bravo Otto
  - 1972: « Gold » dans la catégorie « Sängerin »
  - 1975: « Gold » dans la catégorie « Sängerin »

- Goldene Europa
  - 1972

- Goldene Stimmgabel
  - 1985, 1987, 1991, 1993, 1998

- Löwe von Radio Luxemburg
  - 1975: « Silber » pour le 45 tours « Wenn du denkst, du denkst, dann denkst du nur, du denkst »

- RSH-Gold
  - 1990 (dans la catégorie « Künstlerin National »)